# Município de Henrietta (condado de Lorain, Ohio)
O município de Henrietta (em inglês: Henrietta Township) é um município localizado no condado de Lorain no estado estadounidense de Ohio. No ano de 2010 tinha uma população de 1.861 habitantes e uma densidade populacional de 33,88 pessoas por km².

## Geografia
O município de Henrietta encontra-se localizado nas coordenadas 41° 19′ 26″ N, 82° 18′ 14″ O. Segundo o Departamento do Censo dos Estados Unidos, o município tem uma superfície total de 54.93 km², da qual 54,8 km² correspondem a terra firme e (0,23 %) 0,12 km² é água.

## Demografia
Segundo o censo de 2010, tinha 1.861 pessoas residindo no município de Henrietta. A densidade populacional era de 33,88 hab./km².